# آربرگن
آربرگن (به آلمانی: Aarbergen) یکی از شهرهای آلمان است که در راینگاو-تاونوس واقع شده‌است.